# Blasticorhinus quadripuncta
Blasticorhinus quadripuncta là một loài bướm đêm trong họ Noctuidae.